# Rondibilis elongata
Rondibilis elongata es una especie de escarabajo longicornio del género Rondibilis, tribu Acanthocinini, subfamilia Lamiinae. Fue descrita científicamente por Hayashi en 1963.

## Descripción
Mide 5-9 milímetros de longitud.

## Distribución
Se distribuye por Japón.